# Malaisie aux Jeux olympiques d'été de 2020
La Malaisie participe aux Jeux olympiques de 2020 à Tokyo au Japon. Il s'agit de sa 16e participation à des Jeux d'été.

## Médaillés
| Sport    | Discipline      | Athlète(s)        | Performance | Date   |
| -------- | --------------- | ----------------- | ----------- | ------ |
| Cyclisme | Keirin masculin | Azizulhasni Awang | +0.763      | 8 août |

| Sport     | Discipline    | Athlète(s)            | Performance                                                   | Date       |
| --------- | ------------- | --------------------- | ------------------------------------------------------------- | ---------- |
| Badminton | Double hommes | Lee Yang Wang Chi-lin | Mohammad Ahsan / Hendra Setiawan Victoire 17-21, 21-17, 21-14 | 31 juillet |

| Sport     |   |   |   | Total |
| --------- | - | - | - | ----- |
| Badminton | 0 | 0 | 1 | 1     |
| Cyclisme  | 0 | 1 | 0 | 1     |
| Total     | 0 | 1 | 1 | 2     |

| Jour       |   |   |   | Total |
| ---------- | - | - | - | ----- |
| 31 juillet | 0 | 0 | 1 | 1     |
| 8 août     | 0 | 1 | 0 | 1     |
| Total      | 0 | 1 | 1 | 2     |

| Sexe   |   |   |   | Total |
| ------ | - | - | - | ----- |
| Hommes | 0 | 1 | 1 | 2     |
| Total  | 0 | 1 | 1 | 2     |

## Athlètes engagés
| Sport       | Hommes | Femmes | Total |
| ----------- | ------ | ------ | ----- |
| Athlétisme  | 1      | 1      | 2     |
| Badminton   | 4      | 4      | 8     |
| Cyclisme    | 2      | 0      | 0     |
| Golf        | 1      | 1      | 2     |
| Gymnastique | 1      | 1      | 2     |
| Natation    | 1      | 1      | 2     |
| Plongeon    | 0      | 5      | 5     |
| Tir         | 0      | 1      | 1     |
| Tir à l'arc | 1      | 1      | 2     |
| Voile       | 1      | 3      | 4     |
| Total       | 12     | 18     | 30    |

## Résultats

### Athlétisme
| Athlète             | Épreuve       | Tour préliminaire | Tour préliminaire | 1er tour | 1er tour | Demi-finale | Demi-finale | Finale  | Finale  |
| Athlète             | Épreuve       | Temps             | Rang              | Temps    | Rang     | Temps       | Rang        | Temps   | Rang    |
| ------------------- | ------------- | ----------------- | ----------------- | -------- | -------- | ----------- | ----------- | ------- | ------- |
| Azreen Nabila Alias | 100 m féminin | 11 s 77           | 2e                | 11 s 91  | 7e       | Éliminé     | Éliminé     | Éliminé | Éliminé |

| Athlète     | Épreuve                  | Qualification | Qualification | Finale      | Finale  |
| Athlète     | Épreuve                  | Performance   | Rang          | Performance | Rang    |
| ----------- | ------------------------ | ------------- | ------------- | ----------- | ------- |
| Lee Hup Wei | Saut en hauteur masculin | NM            | -             | Éliminé     | Éliminé |

### Badminton
| Athlète                     | Compétition   | Phase de groupes                       | Phase de groupes                              | Phase de groupes                       | Phase de groupes | 1/8e de finale                 | Quarts de finale                         | Demi-finales                  | Finale / 3e place                             | Finale / 3e place                   |
| Athlète                     | Compétition   | Adversaire Score                       | Adversaire Score                              | Adversaire Score                       | Rang             | Adversaire Score               | Adversaire Score                         | Adversaire Score              | Adversaire Score                              | Rang                                |
| --------------------------- | ------------- | -------------------------------------- | --------------------------------------------- | -------------------------------------- | ---------------- | ------------------------------ | ---------------------------------------- | ----------------------------- | --------------------------------------------- | ----------------------------------- |
| Lee Zii Jia                 | Simple hommes | Pochtarov Victoire 21-5, 21-11         | Leverdez Victoire 21-17, 21-5                 | Non disputé                            | 1er du gr. M     | Chen Défaite 21-8, 19-21, 5-21 | Éliminé                                  | Éliminé                       | Éliminé                                       | Éliminé                             |
| Soniia Cheah Su Ya          | Simple dames  | Sárosi Victoire par forfait            | Intanon Défaite 21-19, 18-21, 10-21           | Non disputé                            | 2e du gr. N      | Éliminée                       | Éliminée                                 | Éliminée                      | Éliminée                                      | Éliminée                            |
| Aaron Chia Soh Wooi Yik     | Double hommes | Choi / Seo Victoire 24-22, 21-15       | Ahsan / Setiawan Défaite 16-21, 19-21         | Ho-shue / Yakura Victoire 21-15, 21-13 | 2e du gr. D      | Non disputé                    | Gideon / Sukamuljo Victoire 21-14, 21-17 | Li / Liu Défaite 22-24, 13-21 | Ahsan / Setiawan Victoire 17-21, 21-17, 21-14 | Médaille de bronze, Jeux olympiques |
| Chow Mei Kuan Lee Meng Yean | Double dames  | Polii / Rahayu Défaite 14-21, 17-21    | Fukushima / Hirota Défaite 21-17, 15-21, 8-21 | Birch / Smith Victoire 21-19, 21-16    | 3e du gr. A      | Non disputé                    | Éliminées                                | Éliminées                     | Éliminées                                     | Éliminées                           |
| Chan Peng Soon Goh Liu Ying | Double mixte  | Tang / Tse Défaite 18-21, 21-10, 16-21 | Lamsfuß / Herttrich Défaite 12-21, 15-21      | Wang / Huang Défaite 13-21, 19-21      | 4e du gr. D      | Non disputé                    | Éliminés                                 | Éliminés                      | Éliminés                                      | Éliminés                            |

### Cyclisme sur piste
| Athlète             | Compétition                 | Qualification       | Qualification | 32ème de finale           | Repêchages 1                                    | 16ème de finale          | Repêchages 2                            | 8ème de finale            | Repêchages 3                   | Quarts de finale         | Demi-finale              | Finale Match de classement | Finale Match de classement |
| Athlète             | Compétition                 | Temps Vitesse       | Rang          | Adversaire Temps Vitesse  | Adversaire Temps Vitesse                        | Adversaire Temps Vitesse | Adversaire Temps Vitesse                | Adversaire Temps Vitesse  | Adversaire Temps Vitesse       | Adversaire Temps Vitesse | Adversaire Temps Vitesse | Adversaire Temps Vitesse   | Rang                       |
| ------------------- | --------------------------- | ------------------- | ------------- | ------------------------- | ----------------------------------------------- | ------------------------ | --------------------------------------- | ------------------------- | ------------------------------ | ------------------------ | ------------------------ | -------------------------- | -------------------------- |
| Azizulhasni Awang   | Vitesse individuelle hommes | 9 s 626 74,797 km/h | 17e           | Kenny Défaite + 0.032     | Mitchell Quintero Victoire 10 s 056 71,599 km/h | Paul Défaite + 0.026     | Wammes Victoire 10 s 131 71,069 km/h    | Hoogland Défaite + 0.040  | Kenny Wakimoto Défaite + 0.042 | Éliminé                  | Éliminé                  | Éliminé                    | 10e                        |
| Shah Firdaus Sahrom | Vitesse individuelle hommes | 9 s 700 74,227 km/h | 23e           | Lavreysen Défaite + 0.063 | Rudyk Barrette Victoire 9 s 667 74,480 km/h     | Carlin Défaite + 0.132   | Rajkowski Victoire 10 s 317 69,788 km/h | Lavreysen Défaite + 0.449 | Vigier Webster Défaite +0.133  | Éliminé                  | Éliminé                  | Éliminé                    | 12e                        |

| Athlète             | Compétition   | 1er tour | Repêchages  | Quarts de finale | Demi-finale | Finale (1-6) ou classement (7-12)  |
| Athlète             | Compétition   | Rang     | Rang        | Rang             | Rang        | Rang                               |
| ------------------- | ------------- | -------- | ----------- | ---------------- | ----------- | ---------------------------------- |
| Azizulhasni Awang   | Keirin hommes | 1er      | Non disputé | 2e               | 1er         | Médaille d'argent, Jeux olympiques |
| Shah Firdaus Sahrom | Keirin hommes | DNS      | 2e          | 6e               | Éliminé     | Éliminé                            |

### Golf
| Athlète     | Compétition       | Scores | Scores | Scores | Scores | Total    | Rang |
| Athlète     | Compétition       | Jour 1 | Jour 2 | Jour 3 | Jour 4 | Total    | Rang |
| ----------- | ----------------- | ------ | ------ | ------ | ------ | -------- | ---- |
| Gavin Green | Épreuve masculine | 74     | 72     | 70     | 72     | 288 (+4) | T57  |
| Kelly Tan   | Épreuve féminine  | 73     | 73     | 72     | 64     | 282 (-2) | T34  |

### Gymnastique

#### Artistique
| Athlète       | Compétition      | Qualifications | Qualifications | Qualifications | Qualifications | Qualifications    | Qualifications | Qualifications | Qualifications | Finale   | Finale         | Finale   | Finale   | Finale            | Finale     | Finale  | Finale  |
| Athlète       | Compétition      | Appareil       | Appareil       | Appareil       | Appareil       | Appareil          | Appareil       | Total          | Rang           | Appareil | Appareil       | Appareil | Appareil | Appareil          | Appareil   | Total   | Rang    |
| Athlète       | Compétition      | Sol            | Cheval d'arçon | Anneaux        | Saut           | Barres parallèles | Barre fixe     | Total          | Rang           | Sol      | Cheval d'arçon | Anneaux  | Saut     | Barres parallèles | Barre fixe | Total   | Rang    |
| ------------- | ---------------- | -------------- | -------------- | -------------- | -------------- | ----------------- | -------------- | -------------- | -------------- | -------- | -------------- | -------- | -------- | ----------------- | ---------- | ------- | ------- |
| Loo Phay Xing | Concours général | 13,100         | 12,266         | 7,700          | 12,466         | 10,200            | 11,766         | 67,498         | 62e            | Éliminé  | Éliminé        | Éliminé  | Éliminé  | Éliminé           | Éliminé    | Éliminé | Éliminé |

| Athlète              | Compétition      | Qualifications | Qualifications      | Qualifications | Qualifications | Qualifications | Qualifications | Finale   | Finale              | Finale   | Finale   | Finale   | Finale   |
| Athlète              | Compétition      | Appareil       | Appareil            | Appareil       | Appareil       | Total          | Rang           | Appareil | Appareil            | Appareil | Appareil | Total    | Rang     |
| Athlète              | Compétition      | Saut           | Barres asymétriques | Poutre         | Sol            | Total          | Rang           | Saut     | Barres asymétriques | Poutre   | Sol      | Total    | Rang     |
| -------------------- | ---------------- | -------------- | ------------------- | -------------- | -------------- | -------------- | -------------- | -------- | ------------------- | -------- | -------- | -------- | -------- |
| Farah Ann Abdul Hadi | Concours général | 13,166         | 11,600              | 11,566         | 12,233         | 48,565         | 68e            | Éliminée | Éliminée            | Éliminée | Éliminée | Éliminée | Éliminée |

### Natation
| Athlète      | Épreuve                   | Série            | Série | Demi-finale | Demi-finale | Finale   | Finale   |
| Athlète      | Épreuve                   | Temps            | Rang  | Temps       | Rang        | Temps    | Rang     |
| ------------ | ------------------------- | ---------------- | ----- | ----------- | ----------- | -------- | -------- |
| Welson Sim   | 200 m nage libre masculin | 1 min 49 s 24    | 32e   | Éliminé     | Éliminé     | Éliminé  | Éliminé  |
| Welson Sim   | 400 m nage libre masculin | 3 min 58 s 25    | 33e   | Éliminé     | Éliminé     | Éliminé  | Éliminé  |
| Phee Jinq En | 100 m brasse féminin      | 1 min 8 s 40 'NR | 29e   | Éliminée    | Éliminée    | Éliminée | Éliminée |
| Phee Jinq En | 200 m brasse féminin      | 2 min 32 s 57    | 31e   | Éliminée    | Éliminée    | Éliminée | Éliminée |

### Plongeon
| Athlète                      | Compétition                             | Éliminatoires | Éliminatoires | Demi-finale | Demi-finale | Finale   | Finale   |
| Athlète                      | Compétition                             | Points        | Rang          | Points      | Rang        | Points   | Rang     |
| ---------------------------- | --------------------------------------- | ------------- | ------------- | ----------- | ----------- | -------- | -------- |
| Nur Dhabitah Sabri           | Tremplin à 3 mètres femmes              | 291,60        | 10e           | 312,60      | 6e          | 326,15   | 4e       |
| Ng Yan Yee                   | Tremplin à 3 mètres femmes              | 251,95        | 20e           | Éliminée    | Éliminée    | Éliminée | Éliminée |
| Cheong Jun Hoong             | Haut-vol à 10 mètres femmes             | 251,80        | 26e           | Éliminée    | Éliminée    | Éliminée | Éliminée |
| Pandelela Pamg               | Haut-vol à 10 mètres femmes             | 284,90        | 18e           | 315,75      | 7e          | 245,85   | 12e      |
| Leong Mun Yee Pandelela Pamg | Haut-vol à 10 mètres synchronisé femmes | Non disputé   | Non disputé   | Non disputé | Non disputé | 277,98   | 8e       |

### Tir
| Athlète                | Compétition                 | Qualification | Qualification | Finale   | Finale   |
| Athlète                | Compétition                 | Points        | Rang          | Points   | Rang     |
| ---------------------- | --------------------------- | ------------- | ------------- | -------- | -------- |
| Nur Suryani Mohd Taibi | Carabine à 50 m 3 positions | 1 142         | 34e           | Éliminée | Éliminée |

### Tir à l'arc
| Athlète                                  | Compétition        | Tour préliminaire | Tour préliminaire | 1er tour              | 2e tour           | 3e tour          | Quarts de finale | Demi-finale      | Finale / 3e place | Rang     |
| Athlète                                  | Compétition        | Score             | Rang              | Adversaire Score      | Adversaire Score  | Adversaire Score | Adversaire Score | Adversaire Score | Adversaire Score  | Rang     |
| ---------------------------------------- | ------------------ | ----------------- | ----------------- | --------------------- | ----------------- | ---------------- | ---------------- | ---------------- | ----------------- | -------- |
| Khairul Anuar Mohamad                    | Individuel hommes, | 661               | 20e               | Vikström Victoire 6-5 | Wang Victoire 6-5 | Kim Défaite 0-6  | Éliminé          | Éliminé          | Éliminé           | Éliminé  |
| Syaqiera Mashayikh                       | Individuel femmes, | 630               | 43e               | Osipova Défaite 4-6   | Éliminée          | Éliminée         | Éliminée         | Éliminée         | Éliminée          | Éliminée |
| Khairul Anuar Mohamad Syaqiera Mashayikh | Par équipe mixte,  | 1 291             | 19e               | Non disputé           | Non disputé       | Éliminés         | Éliminés         | Éliminés         | Éliminés          | Éliminés |

### Voile
| Athlète                                  | Compétition         | Régate | Régate | Régate | Régate | Régate | Régate | Régate | Régate | Régate | Régate | Régate | Total net | Rang final |
| Athlète                                  | Compétition         | 1      | 2      | 3      | 4      | 5      | 6      | 7      | 8      | 9      | 10     | CM     | Total net | Rang final |
| ---------------------------------------- | ------------------- | ------ | ------ | ------ | ------ | ------ | ------ | ------ | ------ | ------ | ------ | ------ | --------- | ---------- |
| Khairulnizam Afendy                      | Laser hommes        | 26     | 14     | 28     | 29     | 28     | 13     | 26     | 28     | 23     | 20     | EL     | 196       | 28e        |
| Nuraisyah Jamil Juni Karimah Noor Jamali | 470 femmes          | 16     | 18     | 17     | 20     | 19     | 20     | 20     | 22 ab. | 17     | 11     | EL     | 158       | 19e        |
| Nur Shazrin Mohd Latif                   | Laser Radial femmes | 3      | 25     | 33     | 14     | 30     | 34     | 28     | 30     | 16     | 15     | EL     | 194       | 26e        |